# 市川猿弥 (2代目)
二代目 市川 猿弥（にだいめ いちかわ えんや）は、歌舞伎役者。

## 略歴
1975年1月歌舞伎座『菅原伝授手習鑑』「寺子屋」で初舞台。1978年三代目市川猿之助の部屋子となり、二代目市川猿弥の名で『加賀見山再岩藤』の志賀市などを勤める。日本大学芸術学部演劇学科卒業。1998年7月歌舞伎座『義経千本桜』の弁慶で名題昇進。東京歌舞伎座、大阪松竹座など、猿之助率いるスーパー歌舞伎をはじめ、数々の舞台で活躍中。体重87kg。好きな食べ物は米。

## 受賞歴
- 2000年松尾芸能賞新人賞。
- 2009年、重要無形文化財（総合認定）に認定され、伝統歌舞伎保存会会員となる[1]。

## メディア出演

### 映画
- シネマ歌舞伎『大江戸りびんぐでっど』（2010年） - 紙屑屋久六 役
- シネマ歌舞伎『天守物語』（2011年） - 小田原修理 役
- シネマ歌舞伎『海神別荘』（2011年） - 沖の僧都 役
- シネマ歌舞伎『ワンピース』（2016年） - ジンベエ / ティーチ（黒ひげ） 役

### 舞台
- シラノ・ド・ベルジュラック（2007年、青山円形劇場） - ラグノオ、モンフルウリイ 役 他
- エニシング・ゴーズ（2021年、明治座） - ホイットニー 役[2]
- 和楽 朗読劇「風の又三郎」和太鼓・三味線・筝 語り・歌でつづる 宮沢賢治の世界（2024年、あうるすぽっと） - 一郎 役[3]

### テレビドラマ
- 正月時代劇 ライジング若冲 天才 かく覚醒せり（2021年1月2日、NHK総合・NHK BS4K）
- VIVANT 第1話 - 第5話（2023年7月16日 - 8月13日、TBS） - 宇佐美哲也 役[4][5]
- 大富豪同心スペシャル（2024年12月〈予定〉、NHK BSプレミアム4K） - 栗ヶ小路中納言 役[6][7]

### テレビ
- クイズプレゼンバラエティー Qさま!!（2014年8月11日、テレビ朝日）「プレッシャーSTUDY2014 歌舞伎軍団VS宝塚軍団SP」
- くりぃむクイズ ミラクル9（テレビ朝日）
  - 「歌舞伎ナイン VS 水泳ナイン」（2014年8月20日）
  - 「2時間スペシャル」（2015年12月2日）
- ライオンのごきげんよう（2015年9月21日、フジテレビ）